# Drapeau des Shetland

Le drapeau des Shetland

Le drapeau des Shetland a été dessiné par Roy Grönneberg et Bill Adams  en 1969, pour marquer l'anniversaire des 500 ans de l'incorporation des Shetland à l'Écosse après son rachat à la Norvège. Les couleurs du drapeau sont identiques à celles du drapeau de l'Écosse, mais en forme de la croix scandinave. Après plusieurs tentatives infructueuses, y compris un plébiscite en 1985, le Lord Lyon l'a approuvé comme étant le drapeau officiel de Shetland, le 1er février 2005. Le drapeau a été officiellement adopté par le Shetland Islands Council (SIC) le 13 décembre 2006. Le drapeau des Shetland est très similaire au  Hvítbláinn, le drapeau officieux de l'Islande, utilisé par les nationalistes de 1897 à 1915.